# Anvin
Anvin è un comune francese di 828 abitanti situato nel dipartimento del Passo di Calais nella regione dell'Alta Francia.
Il suo territorio comunale è bagnato dal fiume Ternoise.

## Società

### Evoluzione demografica
Abitanti censiti